# Lallemantia baldshuanica
Lallemantia baldshuanica là một loài thực vật có hoa trong họ Hoa môi. Loài này được Gontsch. mô tả khoa học đầu tiên năm 1936.